# Very Good Girls
Very Good Girls è un film del 2013 diretto da Naomi Foner. 
La pellicola, con protagoniste Dakota Fanning e Elizabeth Olsen, è stata presentata al Sundance Film Festival il 22 gennaio 2013, ed è uscita nei cinema nel giugno 2014.

## Trama
Le migliori amiche Lilly  e Gerri trascorrono l’ultima estate a New York prima di andare al college. Mentre tornano a casa dopo una giornata in spiaggia, conoscono un ragazzo che vende gelati, David. Dopo una conversazione imbarazzante, David scatta una foto di Lilly di spalle.
Arrivata a casa, Lilly vede suo padre con un’altra donna e cerca conforto da Gerri, passando la serata con la sua famiglia. Durante la serata, le ragazze si promettono di perdere la verginità prima di partire per il college.
David mostra interesse verso Lilly e lei non dice nulla a Gerri, che prova qualcosa per lui nonostante non sia reciproco. David chiede a Lilly di uscire e lei accetta.
La madre di Lilly scopre del tradimento del marito e gli chiede di andarsene, contro la volontà di Lilly. Intanto, lei esce con David e si baciano. Una sera Gerri invita David a una serata open mic, dove gli canta una canzone che ha scritto per lui. Mentre Gerri non guarda, David tiene la mano di Lilly sotto al tavolo.
Intanto il capo di Lilly filtra con lei, offrendole turni notturni redditizi. Mentre Lilly torna a casa dal lavoro trova David che l’aspetta fuori; i due si baciano e fanno sesso nel garage. Il giorno dopo Lilly incontra suo padre che le chiede di cenare con lui, ma lei rifiuta. Più tardi, David entra dalla finestra del bagno e i due fanno la doccia insieme per poi passare il pomeriggio in giro per la città.
La stessa sera, Lilly scopre che il padre di Gerri è morto dopo essere stato investito in metropolitana e l’episodio la incoraggia a chiedere alla madre di perdonare il padre. Inoltre, Gerri confessa a Lilly che non riesce a smettere di pensare a David. Sentendosi in colpa, Lilly decide di non vedere più David. Lui la affronta ma Lilly gli dice di vedersi da solo con Gerri, ma è abbattuta quando David accetta. David e Gerri escono e si baciano in un giardino.
Alla commemorazione del padre, Gerri dice a Lilly di aver perso la verginità con David. Ferita, Lilly decide di vedere il suo capo e di cedere alle sue advances; i due si baciano ma poi lei non se la sente di andare oltre. Quando affronta David per aver fatto sesso con Gerri, lei mente e afferma di aver fatto sesso con il suo capo. Il giorno dopo, Lilly vede i suoi genitori cucinare insieme, infatti la madre ha deciso di perdonare il padre. David le confessa di non aver fatto sesso con Gerri e Lilly se ne va infuriata.
Gerri dice a Lilly che David si trasferirà a Parigi. Lilly va da David e gli confessa che non ha fatto sesso con il suo capo, facendo arrabbiare David, che le dà ugualmente un bacio di addio. Mentre Lilly va via, Gerri la affronta furiosa, avendo sentito la conversazione.
Lilly fa ammenda con suo padre e le suggerisce di chiedere scusa a Gerri, ma non segue il suo consiglio. Il giorno della partenza di Lilly per il college, Gerri va a casa di Lilly con una foto che David le ha mandato per Lilly, un suo modo per essere sicuro che le due ragazze si vedano prima della partenza di Lilly. Gerri confessa di non aver mai fatto sesso con David, lei glielo aveva chiesto ma lui aveva affermato di essere  innamorato di un’altra ragazza. Le due ragazze si scusano e fanno pace.

## Accoglienza

### Incassi
Nel Nord America la pellicola ha raccolto 6.940 dollari.